# Еріх Шрайнер
Еріх Шрайнер (нім.Erich L. Schreiner;нар.26 червня 1950,Відень)—
австрійський бізнесмен, політик , європарламентар.

## Біографія
Здобув освіту в університеті сільського господарства в Відні, у 1977 році закінчив Віденський економічний університет.З 1977 року професійний галузевий консультант, а в 1982 року працював податковим консультантом.
Активіст АПС.З 1980 по 1991 рік був радником в Лангенлойсі. Служив як голова партії в районі Кремс, з 1990 року заступник голови АПС в Нижній Австрії.У період з 1990 по 1998 рік він займав мандат члена Національної ради протягом трьох термінів повноважень.В 1995—1996 роках був європарламентарем в рамках національної делегації. Наприкінці 90-х років вийшов на пенсію, він повернувся до роботи в приватному секторі.